# 日産・RDエンジン
日産・RDエンジンとは、日産自動車が1980年代後半から2000年代前半までLD型エンジンの後継として生産していた、軽油を燃料とする直列6気筒ディーゼルエンジン。主に乗用車を中心に搭載された。鋳鉄製のシリンダーブロックで製造されていた。排気量は2,826cc。

## バリエーション

### RD28
SOHC 12バルブ（1993年以降はSOHC 18バルブも混在）。RB型をベースにしたディーゼルエンジン。内径 x 行程は85.0 mm x 83.0 mm。
スペック：
- （1）74kW(100PS)/4,800rpm　181N・m(18.5kg・m)/2,400rpm(12バルブ・グロス値）
- （2）69kW(94PS)/4,800rpm　177N・m(18.0kg・m)/2,400rpm(12バルブ・ネット値）
- （3）74kW(100PS)/4,800rpm　178N・m(18.2kg・m)/2,400rpm(18バルブ)

### RD28T
- SOHC 12バルブ シングルターボ。RD28のターボチャージャー仕様。 内径 x 行程は85.0 mm x 88.0 mm[2]。

スペック：
- （1）85kW(115PS)/4,000rpm  235N・m(23.9kg・m)/2,400rpm [2]
- （2）92kW(125PS)/4,400rpm  255N・m(26.0kg・m)/2,400rpm [2]

### RD28E
- SOHC 18バルブ。RD28の電子制御燃料噴射装置付。

スペック：
- 74kW(100PS)/4,800rpm　178N・m(18.2kg・m)/2,400rpm

### RD28ETi
- SOHC 12バルブ インタークーラー付きシングルターボ。RD28Eのターボチャージャー仕様。

スペック
- （1-1） 99kW(135PS)/4,000rpm　287N・m(29.3kg・m)/2,000rpm
- （1-2）99kW(135PS)/4,000rpm　261N・m(26.6kg・m)/2,000rpm

### 搭載された車種
- RD28（1）12バルブ
  - セドリック・グロリア（Y30）1985年6月-1987年12月
  - スカイライン（R31）1985年8月-1987年8月
- RD28（2）12バルブ
  - ローレル（C32～C34）1986年10月-1993年12月
  - グロリア・セドリック（Y30ワゴン・バン）1987年12月-1993年11月
  - グロリア・セドリック（Y31～Y32）1987年6月-1993年6月
  - スカイライン（R31）1987年8月-1989年5月
  - グロリア・セドリックセダン・営業車（Y31）1987年6月-1999年8月
  - クルー（K30）1993年7月-1999年8月
- RD28（3）18バルブ
  - グロリア・セドリック（Y32～33）1993年6月-1999年6月
  - ローレル（C34～C35）1994年1月-1999年8月

- RD28T
  - サファリ（Y60・2ドアハードトップ・スピリット系）1994年10月-1997年10月

- RD28E
  - セドリックセダン・営業車（Y31）1999年8月-2002年6月
  - ローレル（C35）1999年8月-2001年5月
  - クルー（K30）1999年8月-2002年6月

- RD28ETi（1-1）
  - サファリ（Y61・2ドアハードトップ）1997年10月-1999年8月<AT車>
- RD28ETi（1-2）
  - サファリ（Y61・2ドアハードトップ）1997年10月-1999年8月<MT車>